# شطورة
شطورة هي إحدى القرى التابعة لمركز طهطا بمحافظة سوهاج في جمهورية مصر العربية. بحسب إحصاءات سنة 2006، بلغ إجمالي عدد السكان 36939 نسمة، منهم 19228 رجل و17711 امرأة.